# Xyris angustifolia
Xyris angustifolia là một loài thực vật hạt kín trong họ Hoàng đầu. Loài này được De Wild. & T.Durand miêu tả khoa học đầu tiên năm 1899.